# Sownik ozdobny
Sownik ozdobny (Aegotheles insignis) – gatunek średniej wielkości ptaka z rodziny sowników (Aegothelidae). Zasiedla Nową Gwineę wzdłuż jej centralnej części. 

## Taksonomia
Gatunek monotypowy. Dawniej był łączony w jeden gatunek z sownikiem pręgosternym (Aegotheles tatei), jednak nowsze badania sugerują odrębność tych taksonów. Ptaki z południowo-wschodniej Nowej Gwinei wydzielano niekiedy do nieuznawanego obecnie podgatunku pulcher.

## Morfologia
Długość ciała wynosi około 30 cm. Długość skrzydła wynosi 157–177 mm, ogona 132–155 mm, skoku 21–23 mm, natomiast widocznej części dzioba 10,1 mm. Całkowita jego długość to 22,5 mm, szerokość 31,3 mm. Występują dwie odmiany barwne. W pierwszej ptak jest w większości brązowy. Wierzch ciała kasztanowy, z białawymi plamkami. Grzbiet, kuper i pokrywy nadogonowe pokrywają rude prążki. Lotki czarnobrązowe. Sterówki ciemnorude do kasztanowych, pokryte czarnymi pasami. Od zgięć skrzydeł do nóg biegną kremowobiałe pasy; podobny rozciąga się od gardła do środka brzucha. Druga odmiana barwna podobna do brązowej, jednak głównym kolorem jest nie brązowokasztanowy, a rudobrązowy.

## Ekologia
Środowisko
Górskie lasy na wysokości 1100–2800 m n.p.m., rzadko otwarty teren.
Behawior
Nie zbadano zachowań związanych z żerowaniem. W żołądkach 13 okazów dostarczonych do Muzeum Historii Naturalnej w Londynie odnaleziono owady, w tym żuki. Odzywa się w seriach 4–5 owrr.
Lęgi
Nie jest znany dokładnie czas trwania okresu lęgowego. Opierzone pisklę odnaleziono w październiku, dorosłego z plamą lęgową i zniszczonymi końcami sterówek w maju. Doniesiono także o samcach z powiększonymi jądrami złapanymi w kwietniu i maju. Przypuszczalnie gniazdo mieści się w dziupli. Nie są znane informacje na temat jaj i inkubacji.

## Status
IUCN uznaje sownika ozdobnego za gatunek najmniejszej troski (LC, Least Concern). Liczebność światowej populacji nie została oszacowana, ale ptak ten opisywany jest jako dość pospolity. Ze względu na brak dowodów na spadki liczebności bądź istotne zagrożenia dla gatunku BirdLife International uznaje trend liczebności populacji za stabilny.